# Meyrargues
Meyrargues [meʁaʁg] (provenzalisch Mairarga) ist eine französische Gemeinde mit 3818 Einwohnern (Stand 1. Januar 2022) im Département Bouches-du-Rhône der Region Provence-Alpes-Côte d’Azur. 

## Geografie

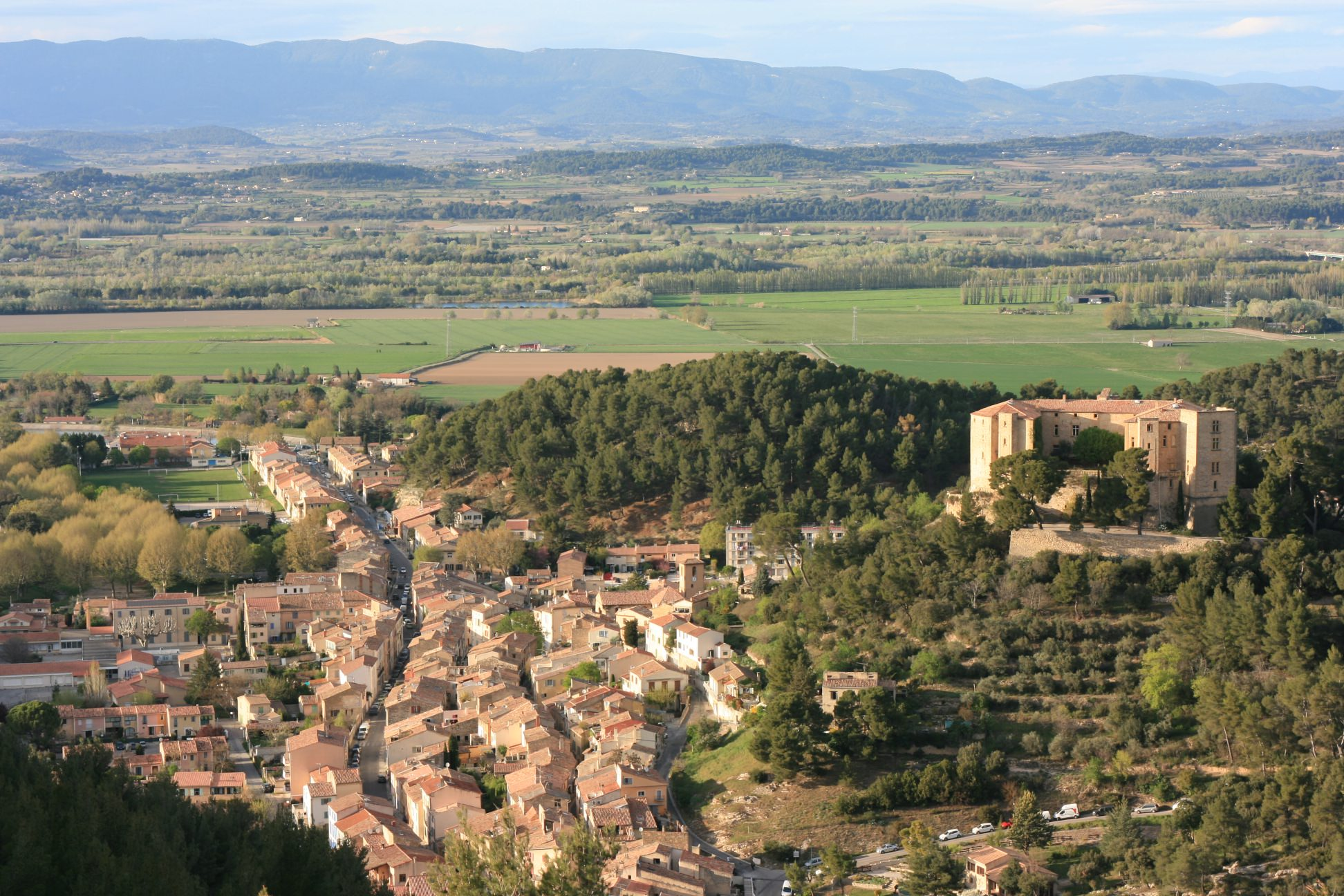
Meyrargues vor dem Tal der Durance und dem Luberon-Gebirge

Die Gemeinde liegt zwölf Kilometer nördlich von Aix-en-Provence an der Bahnstrecke nach Pertuis. Nachbargemeinden sind Peyrolles-en-Provence, Venelles und Le Puy-Sainte-Réparade. Die Durance markiert die Nordgrenze der Gemeinde.

## Geschichte
In der Nähe errichteten die Römer ein Aquädukt zur Wasserversorgung der Stadt Aquae Sextiaie (heute Aix-en-Provence). Bei Meyrargues gab es offenbar einen Stützpunkt, wo eine Garnison stationiert war. Bereits im zehnten oder elften Jahrhundert wurde eine Burg errichtet, deren Herr der Herr von Les-Baux-de-Provence war. 1308 diente die Burg als Gefängnis für 27 Tempelritter. Zwischen 1532 und 1540 wurde die Kirche des Ortes ausgebaut. 1737 brach sie zusammen und wurde wieder aufgebaut. 1868 stiftete der Kunstminister eine Statue der heiligen Katharina von Siena.

### Name
Es ist umstritten, ob sich der Name von Marie-Agger ableitet, was so viel heißt wie „Lager des Marius“ (römischer Feldherr, der die Region eroberte), oder ob der Name vom Herren des Dorfes kommt. Wahrscheinlicher ist letzteres, da es allgemeinhin üblich war, Dörfer nach ihrem Besitzer zu benennen.

## Sehenswürdigkeiten

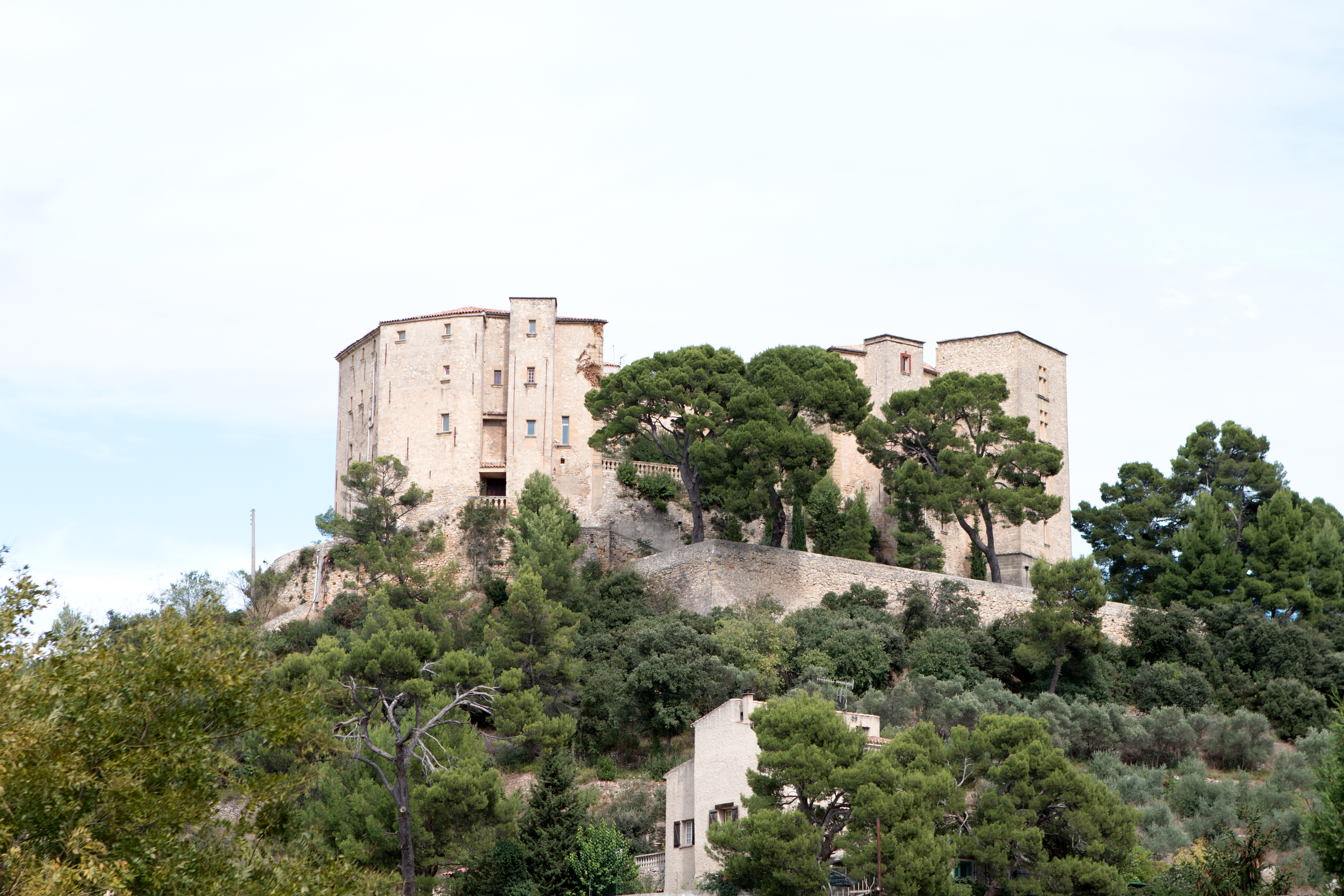
Burg

- Burg aus dem 10. oder 11. Jahrhundert
- Kapelle Saint-Sébastien
- Mutter-Gottes-Kapelle
- Ruinen des römischen Aquädukts

## Bevölkerungsentwicklung
| Jahr      | 1962 | 1968 | 1975 | 1982 | 1990 | 1999 | 2008 | 2018 |
| Einwohner | 1525 | 2196 | 2222 | 2406 | 2814 | 3284 | 3473 | 3840 |

## Persönlichkeiten
- Joseph d’Arbaud (1874–1950), Schriftsteller

## Verkehr

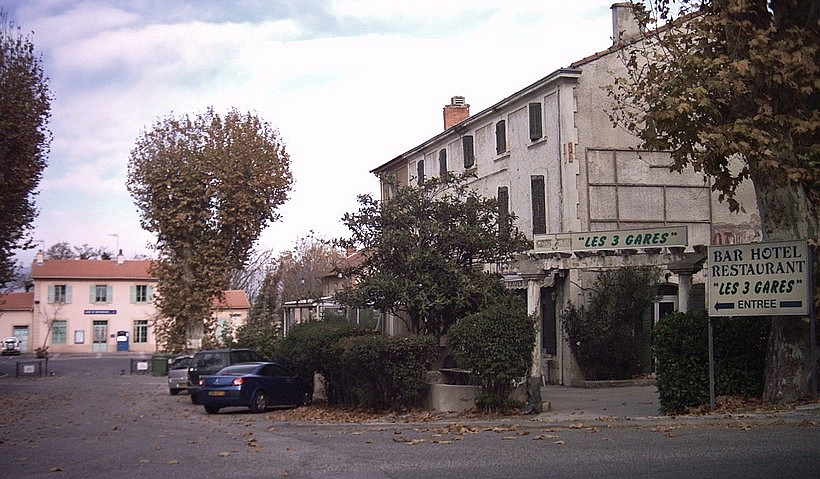
Chemin de la Gare, im Hintergrund das Empfangsgebäude des Bahnhofs der Bahnstrecke Lyon–Marseille

### Straßenverkehr
Seit dem 19. Jahrhundert verlief die Route Imperiale No. 115 von Toulon nach Sisteron durch den Ort. Ab 1824 wurde die Straße im Bereich von Meyrargues als Route nationale 96 bezeichnet. Im Jahr 1964 wurde eine Ortsumgehung gebaut. 2006 wurde die Straße zur Departementsstraße D 96 heruntergestuft. Die D 96 stellt Richtung Venelles die Verbindung zur ca. 11 km entfernten Autobahn-Anschlussstelle Meyrargues der Autoroute A 51 her, die im Jahr 1984 als Teil der Route nationale 296 Richtung Aix-en-Provence eröffnet wurde. 
Eine weitere überregionale Straßenverbindung ist die Departementstraße D 561, die von hier in westliche Richtung über Le Puy-Sainte-Réparade und Charleval weiter nach Mallemort führt.

### Schienenverkehr

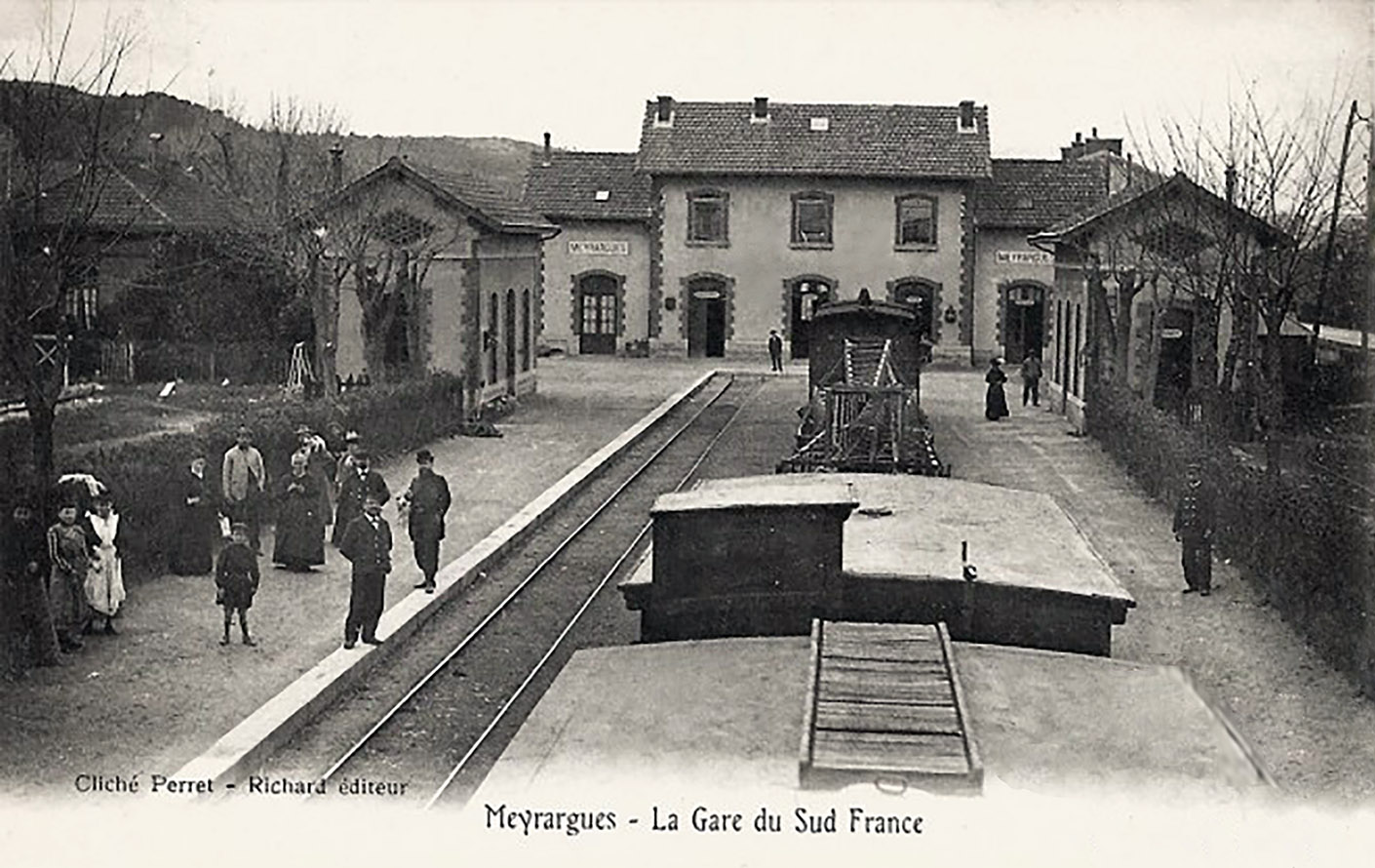
Kopfbahnhof der Schmalspurbahn nach Nizza (1910)

Der Bahnhof Meyrargues liegt an der Bahnstrecke Lyon–Marseille via Grenoble. Er wurde von der Compagnie des chemins de fer de Paris à Lyon et à la Méditerranée (PLM) mit dem Abschnitt von Pertuis nach Aix-en-Provence im Jahr 1872 in Betrieb genommen. Heute wird der Durchgangsbahnhof von Nahverkehrszügen der SNCF bedient. Es bestehen direkte TER-Zugverbindungen nach Sisteron, Pertuis, Marseille-Saint-Charles, Briançon und Gap. 
Zwischen den 1980er Jahren und 1950 existierten in unmittelbarer Nachbarschaft die Endbahnhöfe zweier weiterer Bahnstrecken. Im Jahr 1882 errichtete die Compagnie des chemins de fer régionaux des Bouches-du-Rhône (ab 1913: Régie départementale des Bouches-du-Rhône) eine normalspurige Nebenbahn von Meyrargues nach Eyguières, wo Anschluss an die Bahnstrecke Arles–Salon-de-Provence bestand. Der Verkehr auf dieser Strecke wurde 1950 eingestellt. Von 1889 bis 1950 war Meyrargues Endpunkt der meterspurigen Schmalspurbahn Nizza–Grasse–Dragugnian–Meyrargues der Compagnie des chemins de fer du Sud de la France (ab 1925: Chemins de fer de Provence). Deren Kopfbahnhof wurde im Jahr 1889 mit dem Streckenabschnitt Draguignan–Meyrargues eröffnet. Ab 1892 verkehrten für einige Jahre durchgehende Züge nach Nizza, später endeten die Züge aus Meyrargues in Draguignan. Die durchgehende Verbindung nach Nizza wurde 1944 durch Sprengung mehrerer Viadukte unterbrochen. Der verbleibende Verkehr in Richtung Draguignan–Tanneron endete im Januar 1950.
Das Bahngelände liegt in nordöstlicher Richtung ca. 1,5 Kilometer außerhalb des Ortskerns und ist über die D 96 mit diesem verbunden.